# Emergencia de amor
«Emergencia de amor» (en italiano: «Un'emergenza d'amore») es una canción pop interpretada por la cantante italiana Laura Pausini, grabada para su cuarto álbum Mi respuesta y lanzada como primer sencillo del mismo el 11 de septiembre de 1998.
La versión en español fue adaptada por la propia Pausini junto a Carlos Pixin y León Tristán.

## Lista de sencillos
Sencillo CD - Alemania 
1. "Un'emergenza d'amore" (edición de radio) - 3:50
2. "Un'emergenza d'amore" (Instrumental) - 4:29

Sencillo CD - Italia 
1. "Un'emergenza d'amore" (Edición de radio) - 3:50
2. "Un'emergenza d'amore" (Instrumental) - 4:29
3. "Ascolta il tuo cuore" - 4:58
4. "Ángeles en el cielo" – 5:15

Sencillo promocional CD - Alemania 
1. "Emergencia de amor" (Edición de radio) – 3:50

Sencillo CD - México 
1. "Un'emergenza d'amore" (Edición de radio) - 3:50

## Desempeño en listas
| Lista (1998)                       | Posición más alta |
| ---------------------------------- | ----------------- |
| Italia (FIMI)                      | 8                 |
| Países Bajos (Mega Single Top 100) | 77                |
| Suiza (Schweizer Hitparade)        | 43                |
| Estados Unidos (Hot Latin Songs)   | 23                |
| Estados Unidos (Latin Pop Airplay) | 8                 |
| US Tropical Songs (Billboard)      | 13                |